# Magyar utca (Budapešť)
Magyar utca je ulice v hlavním městě Maďarska, Budapešti. Leží v samotném středu města, v pátém obvodě. Cca 500 m dlouhá ulice běží paralelně k třídě Múzeum körut v jihovýchodním okraji středu města.

## Název
Název znamená doslova Maďarská ulice.

## Historie
Ulice vznikla po vnitřní straně bývalého městského opevnění Pešti. Svůj současný název má od roku 1803. Od roku 1903 zde sídlí nejstarší a ve své době vyhlášený budapešťský nevěstinec.

## Doprava
Ulice je málo frekventovanou pro individuální automobilovou dopravu přístupnou komunikací. Je jednosměrná.
Ulice je přístupná veřejnou dopravou ze stanice metra Kálvin tér.

## Významné objekty
- Astoria
- Unger-ház
- Károly-kert
- KÖZTI-ház